# 玛荣乡
玛荣乡（藏語：དམར་རོང་），是中华人民共和国西藏自治区那曲市安多县下辖的一个乡镇级行政单位，实际管辖区位于青海省杂多县查旦乡西部，地处唐古拉山脉北麓，长江源水系当曲支流天曲沿岸。乡政府驻地即位于天曲源流庭曲右岸。

## 行政区划
玛荣乡下辖以下地区：
夏杰欧切玛村、曲桑尼都村、改巴村和曲桑勒玛那欧村。